# Max la Menace : Bruce et Lloyd se déchaînent
Pour les articles homonymes, voir Max la Menace.
Pour plus de détails, voir Fiche technique et Distribution.
Max la Menace : Bruce et Lloyd se déchaînent ou Max, Bruce et Lloyd se déchaînent au Québec, (Get Smart's Bruce and Lloyd Out of Control) est un film américain, sorti directement en DVD en 2008, réalisé par Gil Junger. Il s'agit du spin-off du film Max la Menace, sorti en salles la même année, dans lequel les personnages de Bruce et Lloyd tiennent un rôle plus important.

## Synopsis
Dans cette autre histoire parallèle à celle de Max la Menace, Bruce et Lloyd, les deux experts en gadgets électroniques de l'agence CONTROL, ont mis au point une cape d'invisibilité qu'ils viennent d'améliorer. Mais lors d'une fête organisée dans les locaux de l'agence, leur invention est volée et ils découvrent qu'il s'agit de la jeune femme, Isabella, dont Lloyd est tombé sous son charme, qui se révèle être un agent du Maraguay, pays d'Amérique du Sud, dont El Presidente, dirige le pays d'une main de fer. Les deux hommes doivent le retrouver de leur propre chef, car les seuls agents non compromis, les agents 99 et 86 (Maxwell Smart), sont en mission en Russie… mais ils n'ont aucune expérience d'agent sur le terrain. De plus, la CIA convoite également cette cape d'invisibilité.

## Fiche technique
- Titre original : Get Smart's Bruce and Lloyd Out of Control
- Titre français : Max la Menace : Bruce et Lloyd se déchaînent
- Titre québécois : Max, Bruce et Lloyd se déchaînent
- Réalisation : Gil Junger
- Scénario : Tom J. Astle et Matt Ember
- Direction artistique : dooner
- Décors : Stefania Cella
  - Décorateur de plateau : Roya Parivar
- Costumes : Dayna Pink
- Photographie : Luke Geissbuhler et Dave Perkal
- Montage : Dean Holland
- Musique : Paul Linford
- Casting : Roger Mussenden et Jeremy Rich
- Production :
- Sociétés de production : Warner Premiere, Mad Chance, Mosaic Media Group, Callahan Filmworks, Warner Bros. Entertainment et Warner Specialty Productions
- Sociétés de distribution :
- Pays d'origine :  États-Unis
- Langue originale : anglais, espagnol
- Format : Couleur - 35mm - 1,85:1 - son Dolby Digital
- Genre : Comédie, espionnage et action
- Durée : 72 minutes
- Dates de sortie : 
  -  1er juillet 2008 (première DVD)
  -  18 mars 2009 (première DVD)

## Distribution
- Masi Oka (VF : Vincent de Bouard) : Bruce
- Nate Torrence (VF : Fabrice Trojani) : Lloyd
- Jayma Mays (VF : Julie Turin) : Nina
- Marika Dominczyk (VF : Véronique Volta) : Isabelle
- Patrick Warburton : Hymie
- Larry Miller (VF : Jean-François Aupied) : le chef adjoint / le frère du chef adjoint
- Ruben Garfias (VF : Jacques Bouanich) : El Presidente
- Terry Crews (VF : Bruno Henry) : agent 91
- Bryan Callen (VF : Jean-Pierre Lousteau) : Howard
- Mitch Rouse (VF : Renaud Marx) : Bob
- J. P. Manoux (VF : Antoine Nouel) : Neil
- Kelly Karbacz : Judy, la réceptionniste
- Eddie J. Fernandez : garde
- Regan Burns : Lab Tech
- Matt Kaminsky : C.I.A. Guy
- Ernie Grunwald : Laboratory Worker
- Regan Burns : Laboratory Worker
- Anne Hathaway (VF : Caroline Victoria) : agent 99 (caméo)

## Autour du film
Sorti onze jours en vidéo après la sortie en salles de Max la Menace, ce spin-off déroule une histoire autonome se déroulant en parallèle avec les événements du long-métrage. Les personnages de Bruce et Lloyd (incarnés par Masi Oka et Nate Torrence) prennent plus d'importance dans le film vidéo, tandis que d'autres personnages du film sorti en salles font également une apparition : Judy, la réceptionniste de l'agence (Kelly Karbacz), l'androide Hymie (Patrick Warburton), l'Agent 91 (Terry Crews). Anne Hathaway reprend également son rôle de l'Agent 99, le temps d'une courte scène, où elle téléphone à Lloyd en se plaignant qu'elle n'a qu'un explosif en fil dentaire, tandis que Max ait plus de gadgets (présentés dans le film cinéma).
Larry Miller, qui incarnait un fonctionnaire de la CIA, reprend également ce rôle, mais incarne également le frère jumeau de celui-ci, qui est le chef adjoint de Control.
À noter que le film permet à Masi Oka et Jayma Mays de se retrouver deux ans après s'être donnés la réplique dans la série Heroes.